# 水门事件

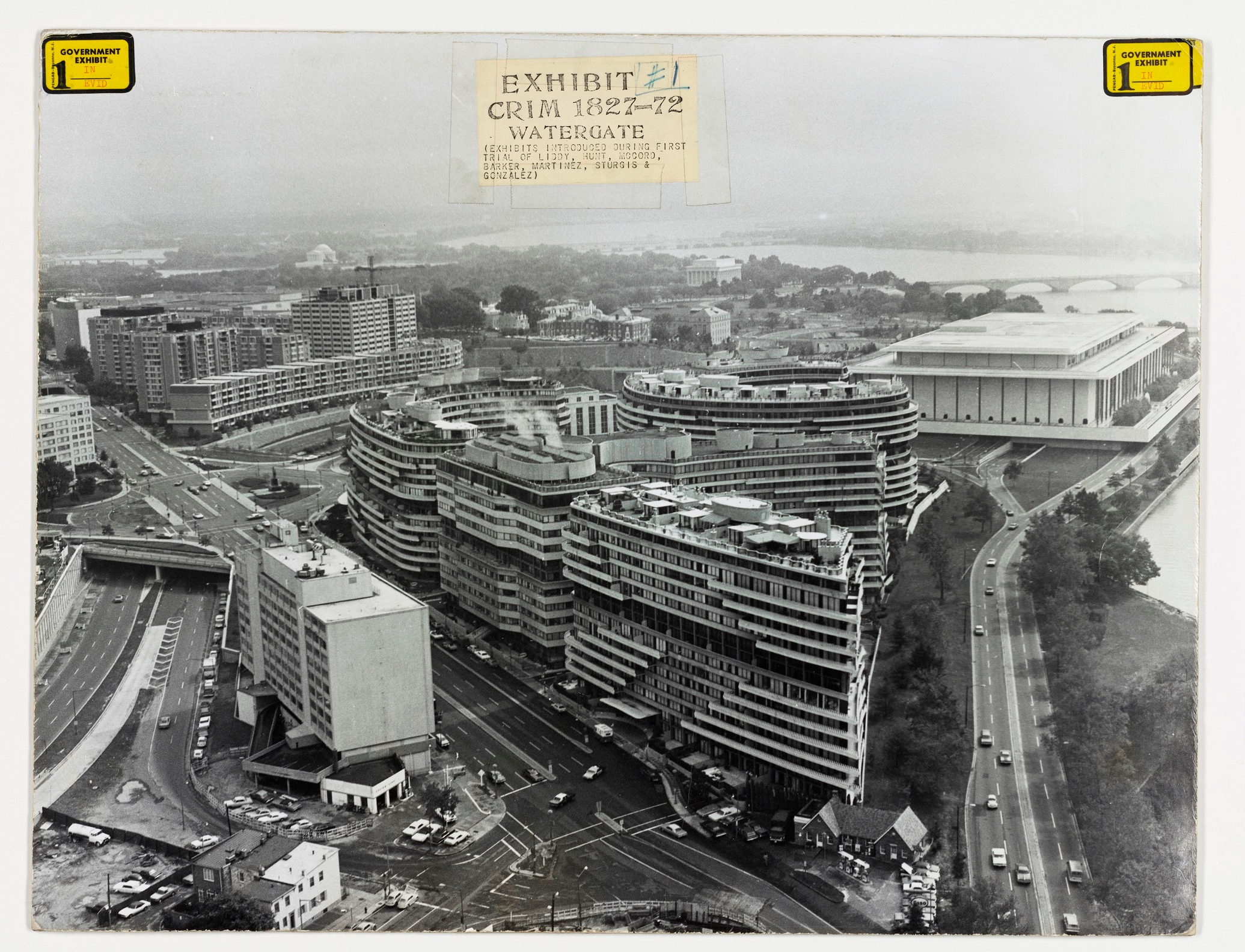
民主黨全國總部當時所在地水門大廈。

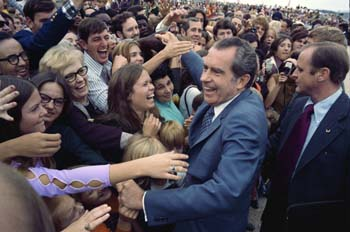
理查德·尼克松總統因水门案被迫下臺。

水门事件（英語：Watergate scandal，又称水门丑闻），是1970年代发生在美国的一场政治丑闻。1972年位于华盛顿特区水门综合大厦民主党全国委员会被人侵入，然而时任总统理查德·尼克松及内阁试图掩盖事件真相並阻挠国会调查，导致宪政危机。此次事件使尼克松于1974年宣布辞去总统职务。1972年6月17日凌晨，當時美國民主党全国委员会所在地水门综合大厦有住客失眠，保安人員检查时意外發現從地下車庫通往大厦的門鎖两次被人用胶布贴住。报警后，到場偵辦的两名便衣警察抓获5名潜入民主党全国委员会总部安装窃听器和拍攝文件的嫌犯。之后，联邦调查局調查發現，這些人資金来源是尼克松筹款组织，也就是总统竞选连任委员会的政治捐款。。1973年7月，包括前白宫幕僚在联邦参议院水门委员会的证词在內的證據都指向有白宮高層從中策劃了竊聽事件。而受到调查的白宫幕僚为了脱身，主动交代理查德·尼克松总统上任后曾在整个白宫安装由语音启動的录音系统，并录下白宫中几乎所有谈话。而对这些录音磁带进行調查后发现，尼克松在水门窃听案发前后，都曾经表示应掩盖其上任后的一些并不完全合法的行动——无论是其本人还是下属完成的。经过一系列的司法诉讼，联邦最高法院作出判决，要求尼克松必须交出录音带，最终尼克松服从最高法院的判决。亦因面对众议院和参议院几乎势必会通过总统弹劾案对其定罪，促使尼克松於1974年8月9日发表电视演說正式宣布辞去美国总统职务，杰拉尔德·福特继任成为新的美国总统，后于9月8日宣布赦免尼克松的一切刑事责任。

## 背景
1972年1月，总统竞选连任委员会首席法律顾问G·哥顿·利迪向委员会的代表主席杰布·斯图尔特·马格鲁德、联邦司法部长约翰·纽顿·米契爾、以及當時由共和黨執政的白宫所聘用的律师约翰·W·迪恩三世等人提交了一份竞选情报方案，其中涉及有大量针对民主党的非法活动。米契爾认为这一方案不切实际，但据称两个月后，他批准了这一方案的“精简版本”。
这个版本包括了潜入位于水门大厦的民主党全国委员会总部安装窃听器和拍摄机密文件的计划。因两个月前安装在水门大厦的两个窃听器一个失灵、一个噪音太大，所以前中央情报局探员詹姆斯·麦考德（James McCord）與四名在美国的古巴难民准备再次潜入，由在对面旅馆的E·霍華·亨特和利迪指挥。但值班警卫弗蘭克·威爾斯察觉门锁异常，报警后来了两位身穿便衣的警察，三人抓获嫌疑人後。对面旅馆里的人仓皇逃跑，留下連号的百元大钞、文件箱、电话号码本（里面有白宫的电话号码）等。这些東西證實了當時由共和黨執政的美國政府對民主党总部進行窃听。

## 掩盖和揭露

### 初次掩盖
在潜入者被逮捕后的几小时内，FBI就在其中两人的通讯录中发现了亨特的名字。尼克松政府幕僚们对此事非常关注，因为亨特和李迪與白宫管道工有牵连。迪恩之后就声明他曾受尼克松顾问约翰·埃利希曼指使，销毁亨特在白宫保险箱里的文件。埃利希曼随后否认了此事，但最後在独立调查中发现之前从亨特保险箱中取得的证据被迪恩和FBI代理局長格雷（L.Patrick Gray）一同销毁了。
尼克松本人对这次潜入事件的反应，至少在一开始時相當可疑。水门事件的公诉人詹姆斯·尼尔确信尼克松对潜入事件并未预先知晓。他引用了总统与总统办公室主任在6月23日的一段录音作为证据，录音中尼克松问道：“是哪个蠢货下达的命令？”。虽然如此，尼克松仍命令H·R·霍尔德曼动用中情局阻止FBI对这次潜入行动的资金来源进行调查。
几天以后，尼克松的新闻秘书齐格勒将此事件形容为“低级的暴窃企图”。在8月29日的一場记者招待会上，尼克松总统命令迪恩对此事件的原因做彻底的调查，但事实上，迪恩没有展开任何的调查。尼克松还说：“我可以直截了当地说，白宫的工作人员、管理层、所有在职雇员，他们中没有任何一个人与这个离奇的事件有牵连。”在9月15日，尼克松称赞迪恩，说“在我看来，你处理这件事的方法非常灵活巧妙，因为每当在这堤坝上出现缺口的节骨眼上，你都能堵住它。”

### 资金去向
1972年6月19日，据透露，其中一位闯入水门的人，是共和党的安全助手。前司法部长约翰·米歇尔，时任尼克松总统竞选连任委员会的负责人，否认其与水门事件有任何关联，并表示不认识五位窃贼。8月1日，其中一位水门窃贼的银行账户，被发现有一张连任委员会的25000美元支票。FBI的进一步调查显示，超过千元的旅行和開销得到委员会的支付，最终导致他们被逮捕。这些都与委员会的财务委员会有关。
几笔个人捐款（總共86000美元）由存留在银行的支票证实与总统连任有关。调查人员调查水门窃贼巴克经营的迈阿密公司的银行记录，发现他私下控制一个账户，将一張支票透过美联储支票结算系统进行转移。
该家银行是支票的源头，其被巴克當作洗錢的存款机构。在伯纳德·巴克的账户收受存款前，担保支票受到收款人的批准。只有这样，发卡银行才不用为未经授权向客户账户发放资金承担责任。
FBI的调查了巴克的银行的信托渎职行为，暗示出委员会成员已收到支票。这些人都属于委员会会计部，包括该部财务主管休·斯隆。
委员会身为一家民营机构，正常的商业做法仅允许授权给个人或被认可为委员会的代表。故金融机构不能接受或处理委员会代表的支票，除非其获得个人的许可和正式授权。往巴克银行账户的存入支票的委员会司库休·斯隆，受到财务委员会的授权。但是，一旦斯隆批准将支票支付给委员会，他就拥有法律和受托责任，检查支票所存入的账户。斯隆却没有这样做。他在面临着欺诈联邦银行潜在指控时，透露曾指挥委员会的副主任杰布·马格鲁德和财务总监莫里斯·斯坦，把钱给了G·戈登·利迪。利迪把钱交给巴克，企图隐瞒来源。巴克为达到掩盖资金的目的，曾试图用美国国外银行的户口转移资产。但巴克、利迪和斯隆都不知道的是，所有这类交易的完整记录大约会保存6个月。巴克所用来存储支票和借助银行本票和汇票转移资金的外资银行，在1972年4、5月份会保存整个交易记录，直至该年10、11月份。
所有五名水门窃贼都直接或间接与1972年的委员会有关联，从而导致希莱卡法官卷入上级政府官员间的阴谋。
1972年9月29日，据透露，总检察长约翰·米歇尔，控制了用于资助搜集反对民主党的秘密共和党资金。10月10日，FBI报告的水门事件在政治层面上，是尼克松竞选连任委员会代表的间谍，破坏和大规模宣传活动中的一部分。尽管有这些披露，尼克松的競選并未受到严重的损害；但11月7日总统的再次当选，成了美国政坛史上最大的风波之一。

### 媒体的穷追猛打
闯入者与连任竞选委员会的关系被媒体大做报导，特别是《华盛顿邮报》、《时代》和《纽约时报》有关调查的报道。这些报道极大地提高了公众的关注度和随之而来的政治和法律影响。严重依赖匿名人士信息的邮报记者鲍勃·伍德沃德和卡尔·伯恩斯坦发现了此事件的相关信息。这些信息表明，对非法入侵事件的了解以及掩盖事件的企图已经深入到了司法部、联邦调查局、中央情报局和白宫的高层。伍德沃德和伯恩斯坦采访了尼克松竞选连任时的记账员朱迪-霍巴克-米勒，她向他们透露了有关资金处理不当和记录被销毁的信息。
邮报的消息主要来源于被伍德沃德和伯恩斯坦戏称为“深喉”（Deep Throat）的匿名人士。33年后，该名人士的身份被证实为美国联邦调查局前副局长马克·费尔特。他秘密会见了伍德沃德，告知霍尔德·亨特是水门事件的闯入者，并称白宫工作人员认为水门事件的利害关系极大。他警告伍德沃德，联邦调查局千方百计要找到自己和其他知情记者，防止他们披露更为广泛的犯罪网络。两人的最后一次会面，是在凌晨2点，弗吉尼亚州罗斯林一处地下停车库内进行的。费尔特警告伍德沃德自己可能被跟踪，不要对电话交谈放下戒心。费尔特还将情报泄露给《时代》、《华盛顿每日新闻》和其他新闻媒体。
在早期阶段，大多数媒体未能理解这一丑闻的全部影响，而是集中报道与1972年总统大选有关的其他话题，忽视或淡化伍德沃德和伯恩斯坦的爆料；同城的《华盛顿星报》和《洛杉矶时报》甚至刊登了否定《邮报》文章的报道。被定罪的一位窃贼写信给希来卡法官，称高层试图掩盖真相。在此之后，媒体开始转移重点。《时代》杂志形容尼克松每天“活在地狱里，很少信任人”。新闻界和尼克松政府之间的不信任是相互的，而且由于对越战事件的不满情绪挥之不去，这种不信任比平时更甚。与此同时，公众对媒体的不信任程度超过了40%。
尼克松和高级政府官员讨论如何利用政府机关，“搞定”试图披露此事件的媒体机构的计划。该计划已有先例：1969年，尼克松政府要求FBI窃听五名记者的电话。1971年，《新闻日报》编辑写了一系列关于总统与一位朋友有财务往来的文章，白宫要求审核其纳税申报。
政府及其支持者指责媒体是“欲加之罪，何患无辞”，批评他们过分夸大这个故事，并对政府有自由主义的偏见。1974年5月，尼克松在接受支持者巴鲁克·科夫的采访时表示，如果他遵循他认为媒体喜欢的自由主义政策，“水门事件将是一个小插曲。”媒体指出，大部分报道很精确，媒体间的竞争保证政治丑闻能被大规模地报道。正因此，新闻学校的申请在1974年创下历史新高。

### 丑闻全面揭开
1973年4月，尼克松在3月底的谈话被全面披露。在谈话中，尼克松意识到除掉霍尔德曼、埃利希曼和迪安的必要性，以防总统任期不保。尼克松创造了一个新的掩盖真相的阴谋，这个阴谋从1973年3月底开始，在1973年5月和6月完全形成，一直运作到1974年8月9日——他的总统任期结束。1973年3月23日，西里卡法官向法庭宣读了一封来自水门事件窃贼詹姆斯·麦考德的信，他声称在水门事件审判中有人作伪证，被告们受到压力而保持缄默。为了让他们开口，西里卡给亨特和两名窃贼判了长达40年的临时刑罚。3月28日，根据尼克松的命令，助手约翰·埃利希曼告诉司法部长理查德·克莱因丁斯特（Richard Kleindienst），白宫里没有人事先知道这起入室盗窃案。4月13日，马格鲁德告诉联邦检察官，自己在窃贼的审判上做了伪证，还供出了约翰·迪恩和约翰·米契爾。
约翰·迪安认为，他、米切尔、埃利希曼和霍尔德曼可以去找检察官，说出真相，并挽救总统的职位。迪安想保护总统，让他的四个最亲近的人背黑锅。在1973年4月15日，迪安与尼克松的关键会晤中，迪安完全没有意识到总统对水门事件的深度了解和参与。正是在这次会面中，迪安感到会议被窃听了。他不知道这是由于尼克松在发言中，敦促要再次收集此前那一番关于筹集资金而招致麻烦的谈话。迪安在向参议院水门事件委员会作证时提到了这一现象，这也成为了那些将揭开阴谋的录音对话的线索。
两天后，迪安告诉尼克松自己已和联邦检察官合作。同日，联邦检察官告诉尼克松，霍尔德曼、埃利希曼、迪安和其他白宫员工也卷入对事件的掩盖。
4月30日，尼克松要求哈尔德曼和埃利希曼这两位他最有影响力的助手辞职。他们后来都被起诉，被定罪，并最终被判刑入狱。他还让司法部长克莱因迪恩斯特辞职，以确保没有人可以声称他与霍尔德曼和埃利希曼的无辜友谊可能被解释为冲突。他还解雇了白宫顾问约翰·迪恩。但迪安仍向参议员水门事件委员会作证，明确表示自己怀疑椭圆形办公室的谈话都被录音。这些信息成为促使尼克松最终辞职而非被弹劾的重磅炸弹。
在监狱里，埃利希曼于1977年向《新西部》和《纽约》杂志写信，称尼克松给了他一大笔钱，但被自己拒绝。

### 参议院水门案听证和水门录音带的发现
1973年2月7日，美国参议院以77票对0票批准了93号决议，并成立了一个调查水门事件的特别委员会，次日，萨姆-埃尔文被任命为主席。参议院委员会举行的听证会从5月17日至8月7日播出，迪安和其他前政府官员在听证会上作证。当时的三大电视网同意轮流直播听证会，因此每个电视网都保持每隔一天对听证会的报道，从5月17日的美国广播公司开始，到8月7日的全国广播公司结束。据估计，85%拥有电视机的美国人至少收看了听证会的一个部分。
7月13日星期五，在一次初步采访中，副少数派律师唐纳德·桑德斯问白宫助理亚历山大·巴特菲尔德，白宫里是否有任何类型的录音系统。巴特菲尔德说他不愿意回答，但最后承认白宫里有一个新系统，自动记录椭圆形办公室、内阁室和其他地方的一切，以及尼克松在旧行政办公大楼的私人办公室。
7月16日星期一，在电视直播的观众面前，首席少数派律师弗雷德·汤普森问巴特菲尔德，他是否 "知道在总统的椭圆形办公室里安装了任何监听设备"。巴特菲尔德对窃听系统的披露改变了水门事件的调查。考克斯立即传唤录音带，参议院也是如此，但尼克松以其作为总统的行政特权为由拒绝释放录音带，并命令考克斯撤销其传唤。考克斯拒绝了。

### 「週六夜大屠杀」
1973年7月13日，国会水门委员会传唤前白宫助手亚历山大·巴特菲德（Alexander Butterfield）作证，他证实尼克松下令在椭圆形办公室等白宫内的多个办公室以及戴维营中都安装了由语音自动启发，24小时运转的录音系统，一旦有人讲话或打电话就会自动录音。7月23日，水门事件特别检察官阿奇博德·考克斯（Archibald Cox）发出传票，要求白宫交出录音带。尼克松援引行政特权拒绝交出，白宫与特别检察官相持不下，于是尼克松于發出命令解雇考克斯，不過联邦司法部长艾略特·理查森（Elliot Richardson）拒绝执行尼克松命令解雇特别检察官的命令而被迫辭職，而繼任的副部长威廉·洛克蕭斯（William Ruckelshaus）亦因拒絕執行而下台，結果由民事檢察總長Robert Bork代理司法部長執行這個命令，一連換了三個司法部長才能解任特别检察官，整件事發生於1973年10月20日星期六晚上。这一事件被媒体称之为“星期六之夜大屠杀”（Saturday Night Massacre）。尼克松動員了FBI封鎖特别检察官、司法部長與副部長的辦公室，並宣佈將整件事的調查權移交司法部。
10月23日，眾院因應此事提出了總統彈劾案，30日進入司法委員會進行審議。
在民众的压力之下，尼克松被迫同意任命德克萨斯州律师李昂·贾沃斯基（Leon Jaworski）担任特别检察官。11月，尼克松的律师透露1972年6月20日的一段白宫录音带中有18分半钟的空白，总统的私人秘书罗丝·玛丽·伍兹（Rose Mary Woods）声称这是自己意外抹去的，但这一说法受到了普遍的嘲笑。这段空白虽然不足以成为总统不当行为的确凿证据，但已足以让人对他声称对事件毫不知情的说法产生怀疑。

### 针对尼克松政府成员的司法行动
1974年3月1日，哥伦比亚特区的一个大陪审团作出判决，立案起诉尼克松的7名幕僚，分别是：白宫办公厅主任霍尔德曼、总统顾问约翰·丹尼尔·埃立希曼、联邦司法部长约翰·纽顿·米歇尔、特别顾问查尔斯·科尔森、白宫办公厅主任助理哥顿·C·斯特拉岑、罗伯特·马蒂安及总统连任委员会顾问肯尼斯·帕金森，控告他们串谋妨碍水门案调查，并秘密地将尼克松定为是案件中“不受起诉的同谋”。
特别检察官说服了大陪审团暂时不要起诉尼克松，坚持总统只能在离职后才可以被起诉。

### 交出文字副本
尼克松政府对公布錄音帶和文字副本的決策感到猶豫，各方一致认为應公開所有的相关資訊。但尼克松和顾问因是否发布未经编辑的亵渎和粗俗内容产生分歧。他的法律团队傾向于原封不动公開录音带，而新闻秘书罗恩·齐格勒提议先将脏话删掉。最终历经数周的辩论，他们决定发布编辑版。尼克松在1974年4月29日的全国讲话中，宣布发布文字副本，公开的录音带中任何涉及国家安全信息的内容将被删节。
起初，尼克松的讲话收到积极反应，但当人们在后几周读到文字副本时，此前公众、媒体和政治团体中的拥护者，要求尼克松辞职或被弹劾。副总统杰拉尔德·福特表示，“描述内容很容易从印刷页面上抹掉，但我们不能挥挥手就删除人们头脑中的表徵。”参议院共和党领袖休·斯科特表示，文字副本揭露总统和他前助手的部分“可悲、恶心、守旧和不道德”的行为。众议院共和党领袖约翰·雅各布·罗兹同意斯科特的观点，建议若尼克松的立场持续恶化，应该考虑辞职。支持尼克松的《芝加哥论坛报》的编辑认为尼克松“缺乏幽默感到了不人道的地步。他是狡猾、摇摆不定、世俗的人，愿意被领导。他的知识差距令人沮丧。他怀疑他的员工，他没有什么忠诚度。”《普罗维登斯快报》写道，“阅读文字副本的经历让人呕吐，总感觉不太干净”，尽管文字副本没有透露出公诉罪行，但却展现出尼克松对美国政府机构和美国人民的轻蔑。《时代》杂志援引共和党西部领导的观点，感觉党内仍有人支持尼克松，但大多数人认为尼克松应尽快下台。文字副本裡的脏话和斗气交谈让她们感到不安。

### 联邦最高法院
访问录音带的问题被上交到最高法院。1974年7月24日，在不包括被要求撤换的法官威廉·轮奎斯特（受尼克松的任命，曾任尼克松法律顾问办公室的助理总检察长）美国诉尼克松案中，一致裁定要求访问磁带的行政特权无效。他们命令总统将带子交给特别检察官。1974年7月30日，尼克松只能服從最高法院的判決，向民众公开了受傳喚的磁带。

### 交出录音带
录音室揭露出总统与其律师约翰·迪恩，于1973年3月21日的若干关键性谈话。在谈话中，迪恩多方面总结水门案，着眼于随后的掩盖行动，称其为“总统的症结”。闯入者收到要求保持沉默的封口费。迪恩表示：“后面的事情是最棘手的，鲍勃（霍尔德曼）、约翰（埃利希曼）、我和米契尔都牵涉其中。这是司法的障碍。”迪恩随后指出，霍尔德·亨特曾敲诈了白宫，声称马上要钱，尼克松总统认为钱要给：“······只需着眼于眼前的麻烦，難道你認為不需要處理亨特的财务状况？······你得把瓶盖封住了，才有选择的余地。”
受到国会弹劾时，尼克松并未意识到，付钱给水门案被告的批准，比这次会谈要早。尼克松1972年8月1日与霍尔德曼，是其中一次造成该结果的谈话。尼克松表示：“嗯······他们必须付钱，就是那样，必须得付钱。”在国会弹劾的辩论期间，一些人认为弹劾案需付诸刑事公诉罪行。尼克松总统的协议，让勒索款被视为妨碍司法公正的确凿行为。
1973年12月7日，有人发现录音带的第18½分钟部分被删。尼克松的长期私人秘书罗斯·玛丽·伍兹解释称，她在接电话时，意外按下录音机的踏板，磁带被意外删除。但记者发布的图片显示，伍兹听电话，脚不可能保持在踏板上不动。后来鉴证人员分析确认磁带至少被擦除5段，不超过9段。

## 最终调查和辞职

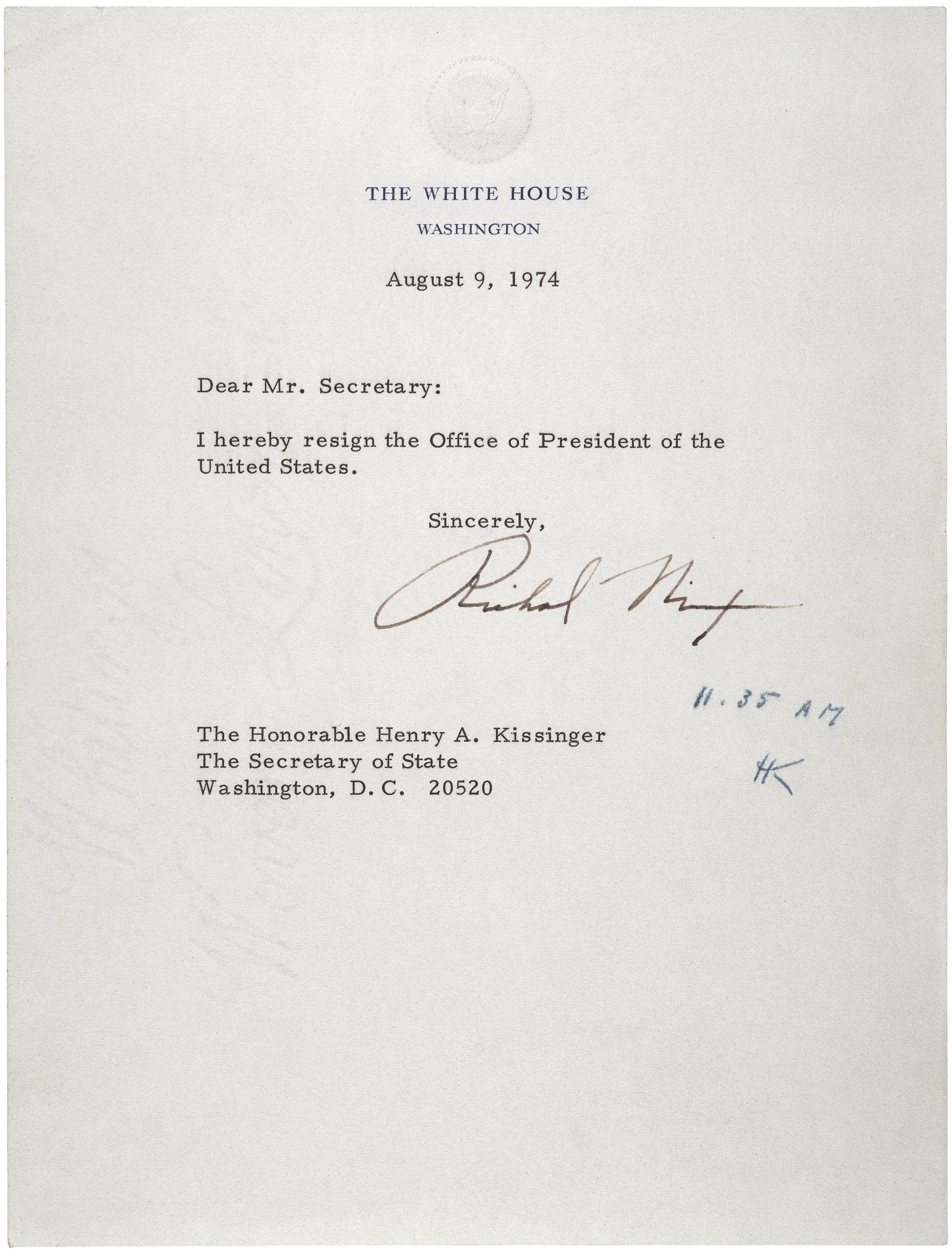
1974年8月9日尼克松的辞职信

### “确凿证据”录音带
1974年8月5日，白宫发布了1972年6月23日一段从未公开过的录音，仅隔案发数日，记录了掩盖方案的最初阶段：尼克松曾在椭圆形办公室和霍尔德曼会面，制定计划阻止中情局假装联邦调查局以国家安全为由，参与调查。

### 辞职

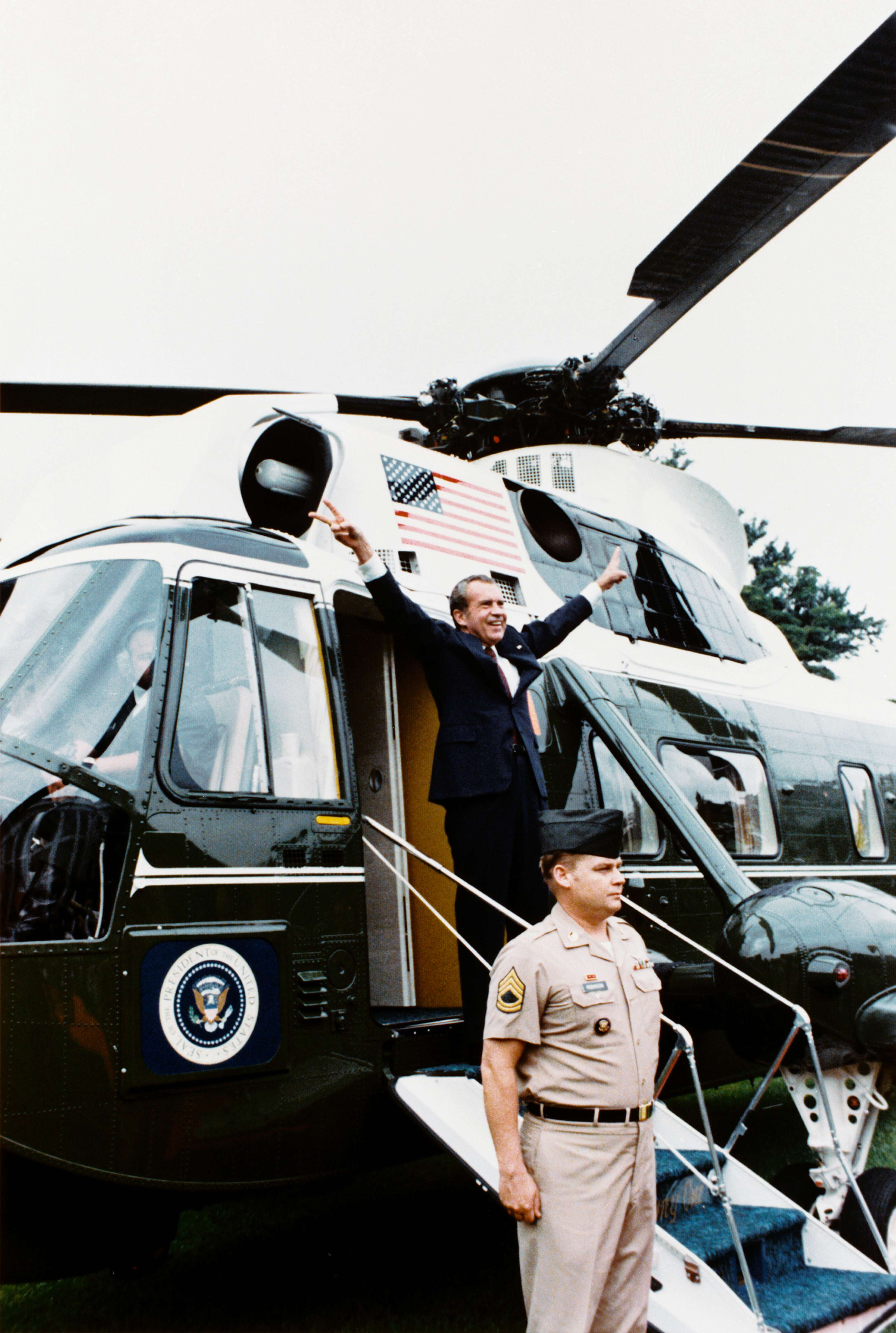
1974年8月9日，尼克松在辞职正式生效前不久离开白宫

“证据确凿”录音带的公布，摧毁了尼克松的统治。在眾院的彈劾議案中，有10名親尼克松的眾议员就全部众議院支持弹劾众议院司法委员会的声明条款投反对票，但這十個議員在录音带公佈之後，發表了改變態度的聲明。
由於共和黨在眾參兩院並非過半，彈劾案送出下院勢在必行，而民主黨亦在參院主導議事，雖然共和黨在參院擁有42席，理論上可以阻止全體參議員三分之二的贊成票，但“证据确凿”下亦很難為尼克松解圍。
1974年8月7日晚，参议员巴里·戈德华特、休·斯科特和众议员约翰·雅各布·罗德在白宫椭圆形办公室会见尼克松，告知尼克松已失去国会的支持。罗德告诉尼克松，条款一旦在众议院投票，弹劾势在必行。戈德华特和斯科特告诉总统，参议院不仅有足够的票数给他定罪，而且不超过15名共和黨参议员愿意投无罪票。意识到自己无法留任的尼克松决定辞职。1974年8月8日晚，尼克松在椭圆形办公室发表聲明：
我在公职生涯中做出的每一个决定都是为了国家的利益。在漫长而艰难的水门事件期间，我感到我有责任坚持下去，竭尽所能来完成你们选举我任职的这一任期。然而在过去的几天里，对我而言，显然在国会不再有一个足够强的政治基础来允许我作出以上努力。如果有这样的基础，我坚决认为动用宪政程序进行完调查是必要的。如不这样做，将违反这一特别困难的程序所遵循的精神，也会为将来开一个造成政治动荡的危险先例。
我个人原本希望履职至本任期结束，不论这将对我个人带来多大的痛苦。我的家人也一致这样敦促我。但是国家的利益永远高于个人考量。通过我与国会领袖及其他领导人的商讨，我不得不说，水门事件导致我可能不再得到国会的支持。而国会的支持对于总统做出困难决策以及基于国家利益履行总统职责是不可或缺的。

我从来都不是一个半途而废的人。在任期结束前离职完全有悖于我的行事方式。但作为总统，我必须把美国利益放在首位。美国需要一个全心全意的总统和国会，尤其是在这样一个面临内忧外患的关键时刻。如果继续自我辩护，那将占去总统和国会未来几个月几乎所有的时间。而这时我们更需要做的，是致力于外部世界的和平及沒有通货膨胀的国内繁荣。因此我的辞职将于明天中午生效。福特副总统届时将宣誓就任为总统。——理查德·尼克松，

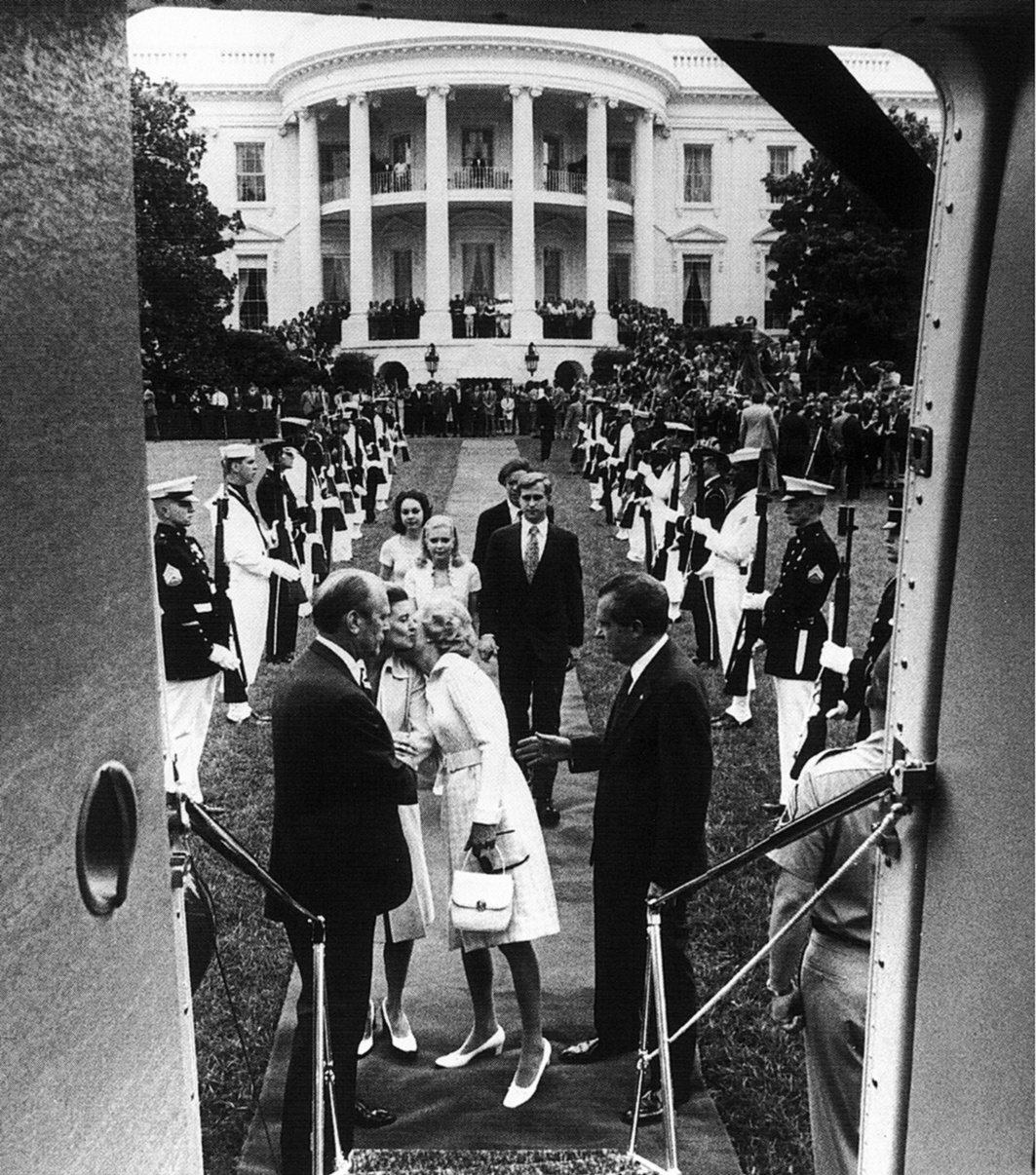
奥利弗·F·阿特金斯拍摄的尼克松总统1974年8月9日与白宫人员道别的场景

当天早上，辞职正式生效。尼克松夫妇携家人在东厅与白宫人员告别。直升机把他们从白宫带到马里兰州安德鲁斯空军基地。尼克松后来回忆：“直升机转移到安德鲁斯时，我考虑了自己的过去和将来。我现在还能怎么办？”在安德鲁斯，尼克松家登上空军一号，飞往加利福尼亚州海军陆战队空军基地，随后抵达圣克莱门特的家。

## 福特赦免尼克松

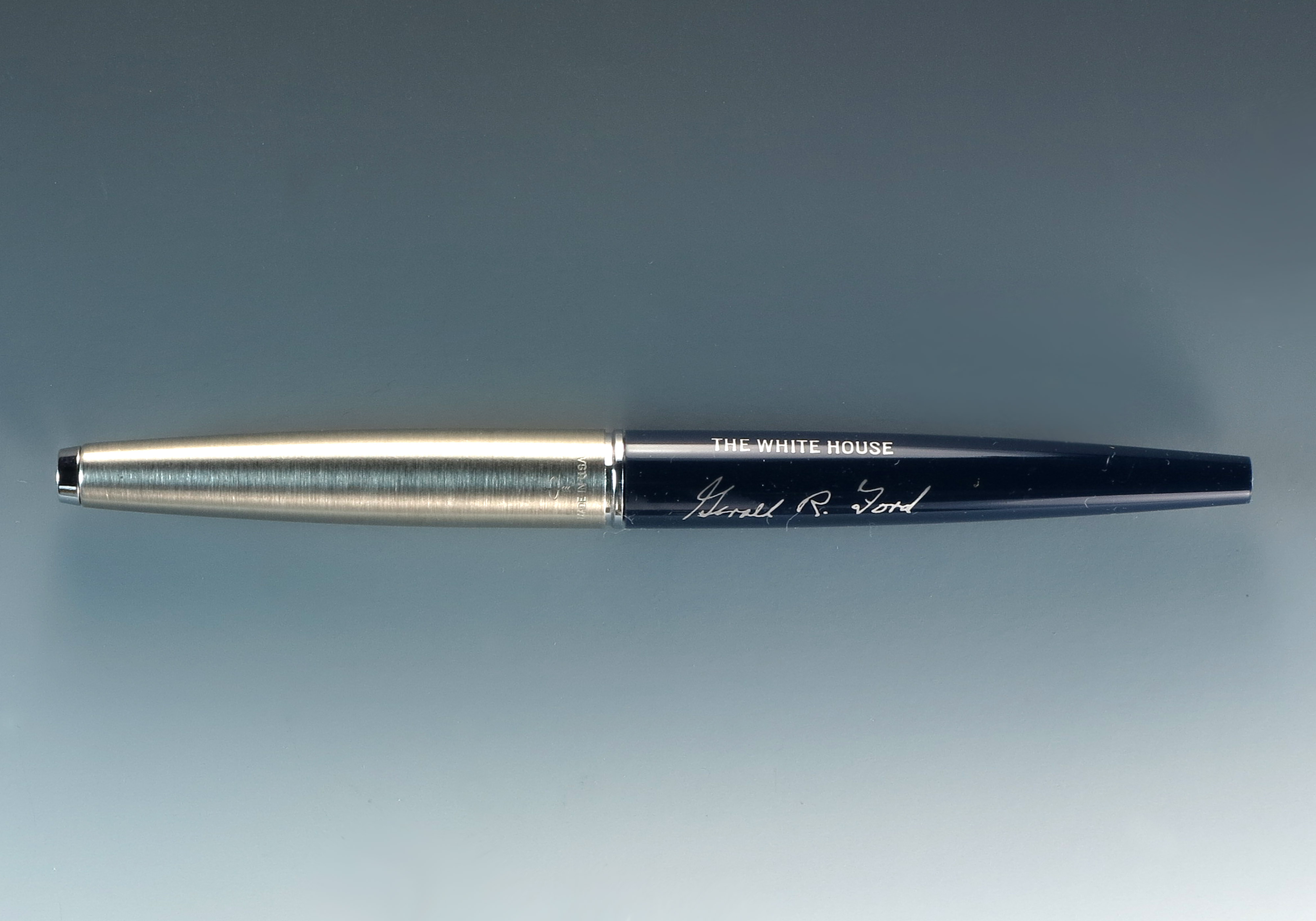
1974年9月8日新总统杰拉尔德·福特用来签署赦免理查德·尼克松文件的笔

尼克松主动辞职下台后，国会中止了弹劾案的进程，但联邦或州仍有权对他发动刑事起诉。继任总统的杰拉尔德·福特於1974年9月8日宣布给予尼克松全面且无条件的恩赦，让他不会再因为任何担任总统期间“犯下或可能犯下或是有部分责任”的罪行遭到起诉。
在对全国发表的电视讲话中，杰拉尔德表示他认为这样的豁免是最符合国家利益的，他还说，尼克松一家的情况“是一个我们都有部分责任的美国悲剧，而且这样的悲剧可以一直持续下去，或是谁主动来结束它。我觉得只有我能有能力做到这一点，而且既然我可以，我就必须要做到”。
尼克松直到1994年去世时仍然表示自己是无辜的，在对豁免所作的正式声明中，他认为自己“应该更加果断和光明正大的处理水门事件，特别是当其已经进入司法程序并逐渐从一个政治丑闻演变成一个国家悲剧的时候”。
一些針對尼克松的评论人士认为福特之所以在1976年美国总统选举中落败就是因为他特赦尼克松（實際上福特與民主黨的卡特差距甚小），甚至指控两人达成了秘密交易，福特以承诺给予特赦来换取尼克松的辞职，并于1974年10月17日到联邦众议院司法委员会作证。

## 后续影响

### 最终的司法起诉
水门事件一共导致69位政府官員被起诉，48人被定罪，其中的主要人物包括：
1. 约翰·纽顿·米歇尔，联邦司法部长，伪证罪名成立，被判有期徒刑1至4年，服刑19个月[35]；
2. 理查德·克莱恩邓斯特，司法部长，因“拒绝回答问题”入狱服刑1个月[36]；
3. 杰布·斯图尔特·马格鲁德（英语：Jeb Stuart Magruder），总统连任委员会（英语：Committee to Re-elect the President）主席，1973年8月对串谋罪认罪[37]；
4. 弗雷德里克·C·拉瑞（英语：Fred LaRue），约翰·纽顿·马歇尔的顾问，妨碍司法罪名成立[37]；
5. 哈瑞·罗宾斯·鲍勃·霍尔德曼，白宫办公厅主任，串谋、妨碍司法、伪证罪名成立[38]；
6. 约翰·丹尼尔·埃立希曼，尼克松总统顾问，串谋、妨碍司法、伪证罪名成立[39]；
7. 艾格尔·克罗夫（英语：Egil Krogh），约翰·丹尼尔·埃立希曼的助手，服刑半年[37]；
8. 约翰·W·迪恩三世（英语：John Dean），白宫律师，妨碍司法罪名成立[37]；
9. 查尔斯·W·科尔森，特别顾问，妨碍司法罪名成立[36]；
10. 德怀特·L·查平（英语：Dwight Chapin），总统副助理，伪证罪名成立[37]；

## 政治影响
水門事件使共和黨在該年的期中選舉慘敗，民主黨在參眾兩院取得絕對優勢。1976年美國總統選舉，褔特總統先在共和黨總統初選中被加州州長罗纳德·里根強力挑戰，幾經纏鬥才以些微差距勝出，正式大選時僅以些微差距敗給民主黨的吉米·卡特，反映水門事件的影響已大幅減少。卡特上台後並未能解決因石油危機造成的經濟問題，國內矛盾並無改善，加上伊朗人質事件使他的威信下降，導致共和黨在1980年便成功重奪白宮，罗纳德·里根成為總統。
水門事件後，美國最高法院的判決容許只要是維護美國國家安全，聯邦政府有權可以進行包括竊聽敵人等行為。這尤其在2001年九一一事件後，聯邦調查局及中央情報局多次進行監聽等行為以截斷及追蹤恐怖分子的通訊。2013年6月，前中央情報局職員愛德華·斯諾登在香港將美國關於稜鏡計劃監聽項目的秘密文檔披露给了英國《衛報》和美國《華盛頓郵報》。

## 流行文化
- 1977年，根據一書改編拍攝的同名電影在第49屆学院奖颁奖典礼上，獲得包括最佳改編劇本獎、最佳藝術指導等在內的共計四項大獎。
- 1994年，電影《白宮風暴》，奧利佛·史東導演的尼克森傳記電影，描述了水門事件，由安東尼·霍普金斯飾演尼克森，瓊·愛倫飾演尼克森夫人帕特·尼克松，艾德·哈里斯飾演主導入侵事件的前CIA特務霍華·杭特，瑪麗·史汀柏格飾演尼克森的母親。
- 1994年電影《阿甘正傳》中也對水門事件進行了影射。
- 1999年，電影《白宮也瘋狂》，由克斯汀·鄧斯特與蜜雪兒·威廉絲飾演的兩個高中女學生，在一次參觀白宮校外教學的行程中，迷路而遇到尼克森總統（丹·黑达雅飾演），後來又參與了記者鮑勃·伍德沃德（威爾·法洛飾演）和卡爾·伯恩斯坦（布鲁斯·麦卡洛克飾演）的揭發行動。
- 2008年電影《請問總統先生》以理察·尼克森與英國主持人大衛·弗羅斯特著名的尼克松采访（英语：The Nixon Interviews）為背景的歷史劇情片。
- 2009年電影《黑色決殺令》中則惡搞了該事件。
- 2017年電影《推倒白宮的男人》，由連恩·尼遜飾演馬克·費爾特，描述他如何揭發水門事件的醜聞。
- 2017年電影《郵報：密戰》，由梅麗·史翠普飾演的凱瑟琳·葛理翰於結尾時但願類似五角大樓文件的風波不會再出現，然而真正讓華盛頓郵報聲名大噪的水門事件剛剛正式揭幕......
- “门”（-gate）成为一些丑闻事件的专称的词语后缀，形成许多“××门”的词语组合。

## 扩展阅读
- Doyle, James. . New York: William Morrow and Company. 1977. ISBN 0-688-03192-7.
- Schudson, Michael. . New York: BasicBooks. 1992  [2013-04-21]. ISBN 0-465-09084-2. （原始内容存档于2009-04-27）.
- White, Theodore Harold. . New York: Atheneum Publishers. 1975  [2020-09-12]. ISBN 0-689-10658-0. （原始内容存档于2009-04-27）. A comprehensive history of the Watergate Scandal by Teddy White, a respected journalist and author of The Making of the President series.
- Bob Woodward & Carl Berstein wrote a best-selling book based on their experiences covering the Watergate Scandal for the Washington Post titled All the President's Men, published in 1974. A film adaptation, starring Robert Redford and Dustin Hoffman as Woodward and Bernstein respectively, was released in 1976.
- Woodward, Bob; Bernstein, Carl. . New York: Simon & Schuster. 2005. ISBN 0-7432-7406-7. – contains further details from March 1973 through September 1974.

- Watergate: The Hidden History, by Lamar Waldron, 2012, Berkeley, California, Counterpoint publishers.